# جيف ويب
جيف ويب (بالإنجليزية: Jeff Webb)‏ هو لاعب كرة القدم الكندية أمريكي، ولد في 31 يناير 1982 في بونتياك في الولايات المتحدة.

## وصلات خارجية
- جيف ويب على موقع مرجع كرة القدم المحترفة.كوم (الإنجليزية)
- جيف ويب على موقع JustSportsStats.com (الإنجليزية)